# Kate O’Brien

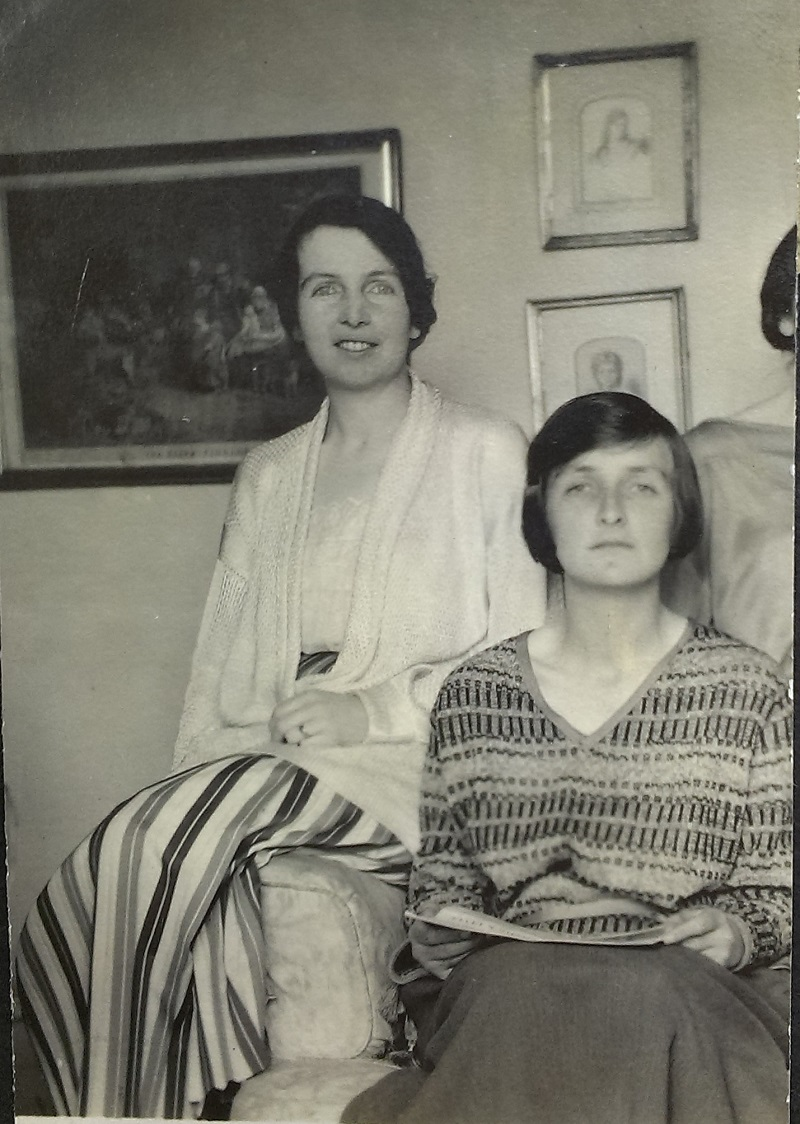
Kate O’Brien (rechts) mit ihrer Schwester Nancy (vor 1918)

Kate O’Brien (* 3. Dezember 1897 in Limerick; † 13. August 1974 in Canterbury, England) war eine irische Schriftstellerin.

## Leben und Werk

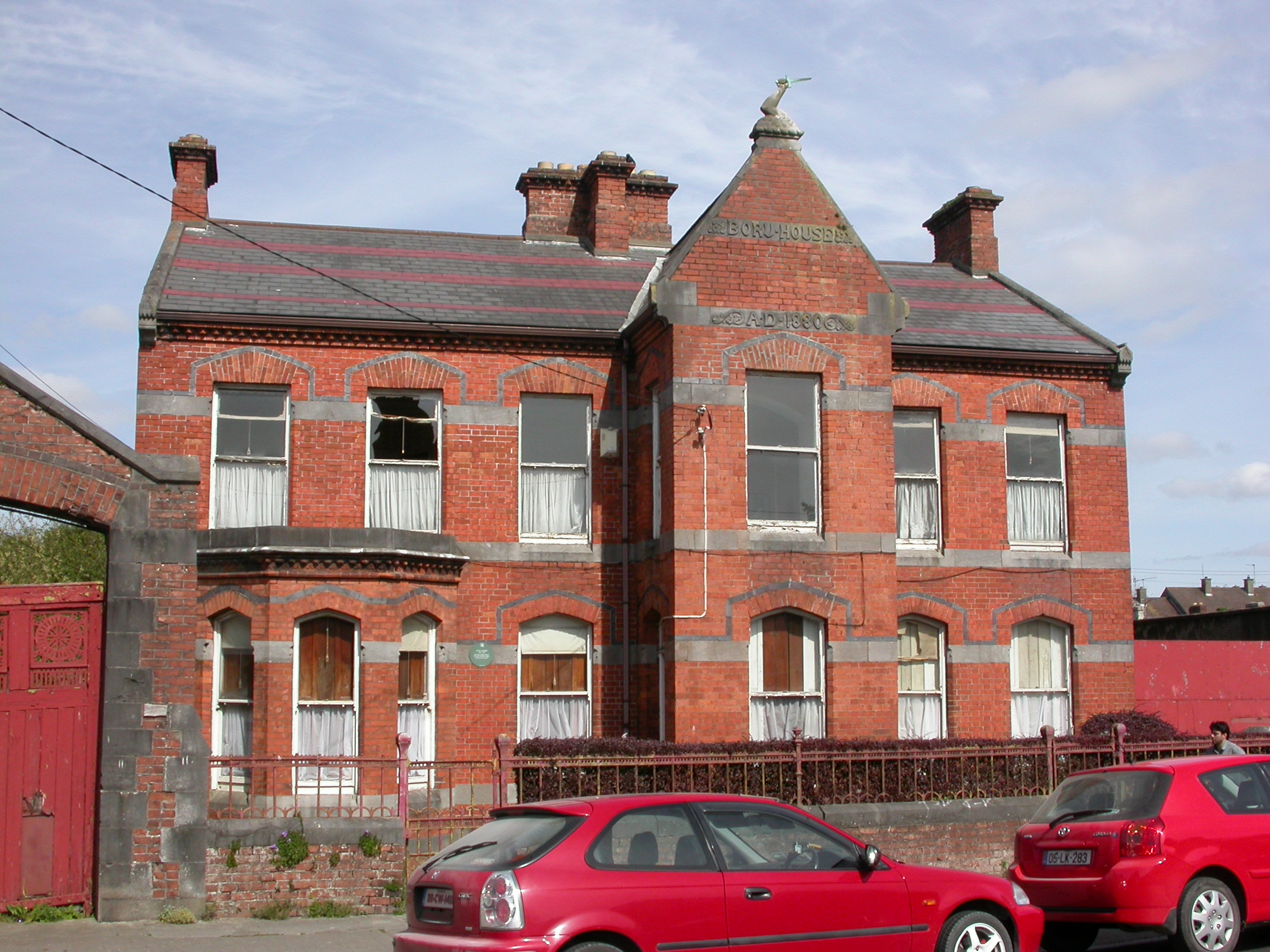
Geburtshaus Kate O’Briens, Mulgrave Street, Limerick.

O’Brien studierte am University College Dublin; später arbeitete sie als Übersetzerin beim „Manchester Guardian“ sowie als Kindermädchen in Spanien. Nach ihrer Rückkehr nach England 1923 heiratete sie einen niederländischen Journalisten. Die Ehe hielt nicht einmal ein Jahr; ein zweites Mal heiratete O’Brien nicht.
Ihre erste Veröffentlichung war ein Theaterstück: „Distinguished Villa“ wurde 1926 aufgeführt und war relativ erfolgreich. Ein Jahr später veröffentlichte sie das Stück „The Bridge“.
O’Briens erster Roman „Without My Cloak“ erschien 1931 und gewann zwei Literaturpreise: den Hawthornden-Preis und den James Tait Black Memorial Prize. Das Buch gilt als „irische 'Forsythe Saga'“. Sein Thema bestimmt auch spätere Romane O’Briens: der Kampf (vor allem irischer Frauen) um individuelle Freiheit und Liebe gegen die Einschränkungen von Familie, bürgerlicher Gesellschaft und Katholizismus.
Weitere Romane von ihr waren „The Ante-Room“ (1934), „Pray for the Wanderer“ (1938) und „The Last of Summer“ (1943). Die Romane „Mary Lavelle“ (1936) und „The Land of Spices“ (1942) wurden vom irischen Staat verboten.
„That Lady“ (1946), O’Briens erfolgreichster Roman, spielt im Spanien des 16. Jahrhunderts. Es gab eine Broadway-Version und einen Film (1955).
Nach ihrer Rückkehr nach Irland schrieb Kate O’Brien „The Flower of May“ (1953) und „As Music and Splendour“ (1958), welches im Italien des 19. Jahrhunderts spielt. Beide Romane waren nicht sehr erfolgreich.
O’Brien schrieb außerdem „Farewell Spain“ (1937). Für dieses politische Reisebuch erteilte ihr das Franco-Regime ein Einreiseverbot.
Es folgten „English Diaries and Journals“ (1943) und „My Ireland“ (1962).
Ferner schrieb sie eine Autobiografie mit dem Titel „Presentation Parlour“ (1963) sowie die Heiligen-Vita „Theresa von Avila“ (1951).
1960 musste O’Brien ihr Haus in Irland verkaufen. Sie ging zurück nach England, wo sie 1974 starb.

## O’Brien heute
Zehn Jahre nach ihrem Tod wurde Kate O’Brien von der feministisch orientierten Literaturwissenschaft „wiederentdeckt“. Seit 1984 gibt es in Limerick ein jährliches „Kate O'Brien Weekend“. Ein paar Jahre später erschienen einige ihrer Bücher in der Frauen-Reihe „Virago Modern Classics“: „The Land of Spices“, „Without My Cloak“, „Mary Lavelle“, „Farewell Spain“, „The Last of Summer“, „That Lady“ und „The Ante-Room“.
Auch beim breiten Publikum findet Kate O’Brien in der englischsprachigen Welt noch heute Beachtung. „Mary Lavelle“ wurde 1998 unter dem Titel „Talk of Angels“ verfilmt; wie Kate O’Brien arbeitet ihre Titelheldin Mary Lavelle als Kindermädchen für eine spanische Familie, die älteste Tochter wird von Penélope Cruz gespielt. Weitere Darsteller: Polly Walker, Vincent Perez, Frances McDormand, Franco Nero, Marisa Paredes, Leire Berrocal, Ariadna Gil.

## Bibliografie
- Haus am Fluss, OT: Without my Cloak (1931), Übers. Eduard Thorsch, Hallwag Verlag 1945.
- Mary Lavelle, OT: Mary Lavelle / Talk of Angels (1936), Hallwag Verlag.
  - Neuausgabe: Engelsgespräche, Übers. Julia Riesz, Econ & List Verlag 2000, ISBN 3-612-27673-5.
- Der gläserne Turm, OT: Land of Spices (1941), Übers. Theodora van Gils, Hallwag Verlag 1950.
- Letzte Sommertage, OT: Last of Summer (1943), Übers. Josef Ziwutschka, Paul Zsolnay Verlag 1954.
- Jene Dame, OT: That Lady (1946), Übers. Edmund Th. Knauer & W. A. Oerley, Paul Zsolnay Verlag 1950.
- Therese von Avila: Porträt einer Heiligen, OT: Teresa of Avila (1951), Übers. Elizabeth Gilbert.
- Blume im Mai, OT: Flower in May (1953), Übers. Magda Smetana, Paul Zsolnay Verlag 1955.

nicht übersetzte Werke
- The Ante-Room, 1936
- Farewell Spain, 1937
- Pray for the Wanderer, 1938
- As Music and Splendour, 1958
- My Ireland, 1962
- Presentation Parlour, 1963